# Гянджинський договір
Гянджинський договір — договір між Російською імперією та Іраном, укладений в Гянджі 21 березня 1735 в результаті переговорів між російським князем С. Д. Голіциним і іранським тимчасовим правителем Надір Кулі-ханом.
Договір укладений під час війни між Іраном і Туреччиною та напередодні Російсько-турецької війни 1735—1739. Відповідно до його умов Росія зобов'язувалася повернути Ірану Баку і Дербент з прилеглими землями в обмін на зобов'язання Ірану не передавати їх під владу інших держав і продовжувати війну з Туреччиною, поки не будуть відвойовані всі захоплені нею території.
Росія і Персія зобов'язувалися не укладати сепаратний мир з Туреччиною і, як вказувалося в тексті договору, «за таке багато ласку та дружбу, що вчинено від боку Російської імперії, Іранська держава обіцяється вічно з Російською імперією перебувати в сусідній дружбі, і міцно утримувати російських приятелів за друзів, а ворогів росіян за ворогів мати; і хто проти цих двох високих дворів почне війну, то обидва високі двори проти того ворога війну розпочати і в усіх випадках один одному допомагати повинні» .
Крім того, Іран підтверджував Рештський договір від 21 січня 1732 щодо «доброуставленої торгівлі». Вказувалося також, що надалі російському купецтву «дозволено у всіх гаванях, пристанях, місцях і берегах приставати і товари свої, де захочуть, вивантажувати, складати і паки відвозити в інші місця, і самим торгувати без будь-якого примусу, і ні від кого ніяке озлоблення та не вчиниться».
Умови Гянджинського трактату були порушені Надір Кулі-ханом, який наприкінці 1735 почав сепаратні переговори з Туреччиною і уклав з нею мир в 1736.